# Valle Alto (Cochabamba)
Valle Alto (spanisch für "Oberes Tal") ist der Name einer Region im bolivianischen Departamento Cochabamba.

## Lage
Das Valle Alto ist eine landwirtschaftliche Region im Herzen des Departamentos von Cochabamba und umfasst Teile der Provinzen Esteban Arce, Germán Jordán, Punata und Arani. Das Valle Alto erstreckt sich zwischen 17° 31' und 17° 41' südlicher Breite und 65° 57' und 66° 05' westlicher Länge und bedeckt eine Fläche von 490 km² in einer Höhenlage zwischen 2.800 und 2.550 m ü.NN.

## Geographie
Das Klima des Valle Alto ist semiarid und gemäßigt warm, die jährliche Durchschnittstemperatur des Valle Alto liegt zwischen 17,8 und 16,4 °C, der mittlere jährliche Niederschlag beträgt niedrige 470 bis 385 mm, die Trockenzeit des Südwinters reicht von April bis November.
Das Valle Alto wird von den Flüssen Jatun Mayu, Pocoata, Sulti, Cliza und Calicanto durchflossen, die im Tal tertiäre und quartäre Sedimente abgelagert haben.

## Bevölkerung
Zahl und Verteilung der Bevölkerung in den vier Provinzen des Valle Alto zeigt die folgende Zusammenstellung.
| Provinz       | Einwohnerzahl | Stadtbevölkerung | Landbevölkerung |
| Arani         | 13.159        | 20,6 %           | 79,4 %          |
| Esteban Arce  | 14.350        | 15,5 %           | 84,5 %          |
| Germán Jordán | 27.605        | 26,7 %           | 73,3 %          |
| Punata        | 47.502        | 29,7 %           | 70,3 %          |
| GESAMT (1992) | 102.616       | 25,4 %           | 74,6 %          |

## Besiedlung
Die Siedlungen mit den höchsten Einwohnerzahlen in den vier Provinzen sind:
| Ortschaft   | Einwohner 1992 | Einwohner 2001 | Einwohner 2012 |
| Punata      | 12.758         | 14.742         | 19.559         |
| Cliza       | 5.172          | 6.534          | 8.362          |
| Arbieto     | 970            | 1.347          | 5.335          |
| San Benito  | 1.548          | 2.029          | 4.221          |
| Tarata      | 2.826          | 3.323          | 3.952          |
| Arani       | 3.009          | 3.512          | 3.542          |
| Tolata      | 1.370          | 2.207          | 3.368          |
| Ucureña     | 2.180          | 2.306          | 2.746          |
| Anzaldo     | 779            | 1.178          | 1.209          |
| San Lorenzo | ---            | 1.336          | 989            |